# Gretchen Parlato

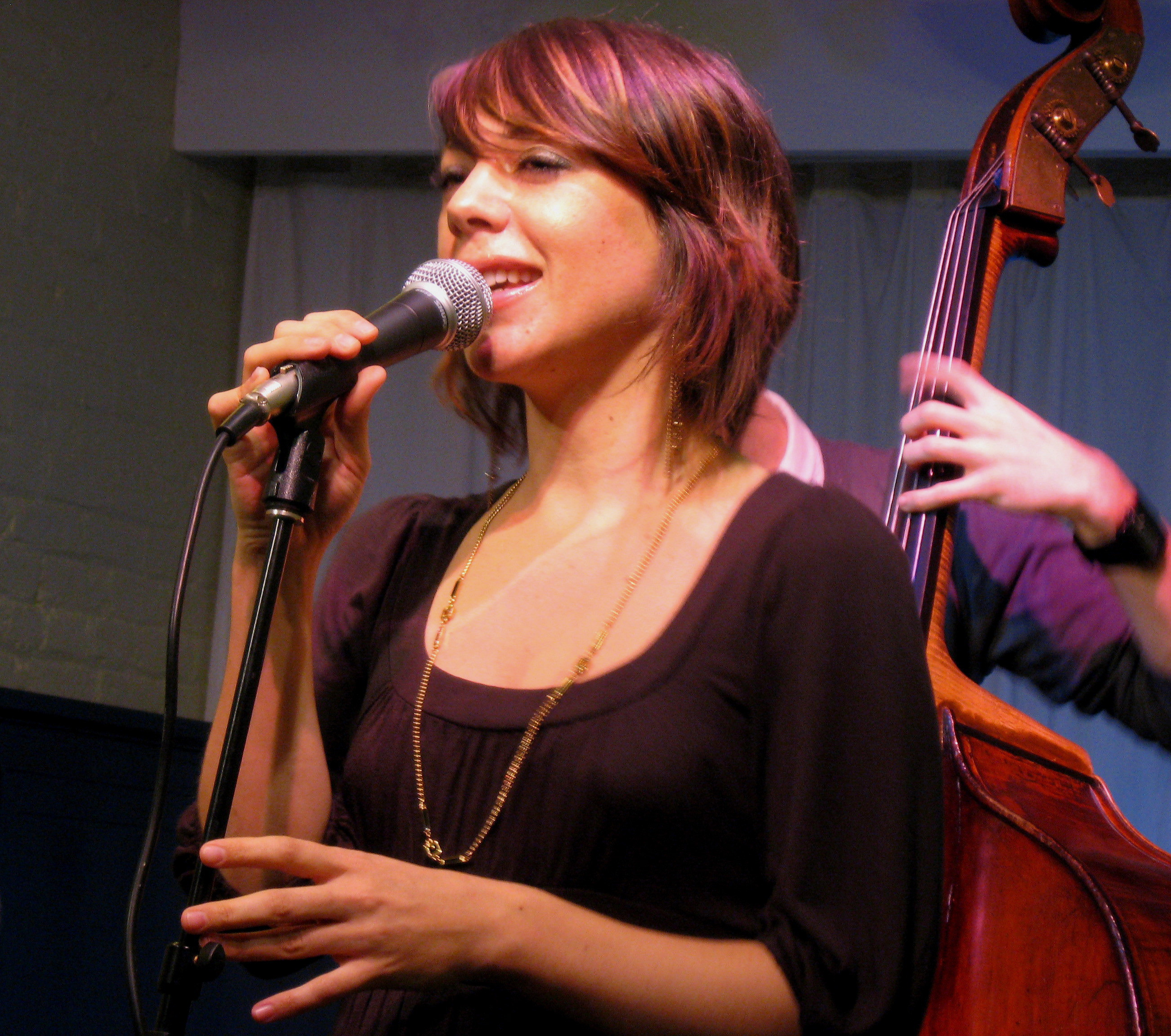
Gretchen Parlato. Foto von Jalylah Burrell

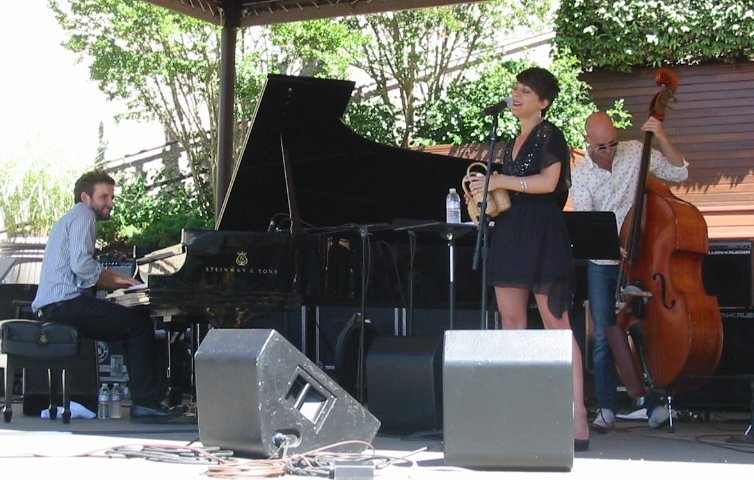
Gretchen Parlato beim Healdsburg Jazz Festival 2010, mit ihrem Quartett aus Taylor Eigsti (Piano), Alan Hampton (Bass) und Kendrick Scott (Schlagzeug)

Gretchen Parlato (* 11. Februar 1976 in Los Angeles) ist eine US-amerikanische Jazzsängerin.

## Leben und Wirken
Gretchen Parlato wurde 2001 für ein Studium im College-Programm des Thelonious Monk Institute of Jazz von einer Jury aus Herbie Hancock, Terence Blanchard und Wayne Shorter ausgewählt; 2004 gewann sie den ersten Preis des Thelonious Monk International Jazz Vocals Competition. 2005 erschien ihr Debütalbum, das mit fünf Sternen vom Down Beat ausgezeichnet wurde; im selben Jahr trat sie mit Wayne Shorter beim La Villette Jazz Festival in Paris auf. 2009 folgte das Album In a Dream, auf dem sie R&B-Songs interpretierte, die von Robert Glasper arrangiert wurden. 2010 konzertierte sie beim Stuttgarter Jazzopen. Neben ihrer eigenen Band betreibt sie (mit Rebecca Martin und Becca Stevens) das Vokaltrio Tillery, das 2016 ein gleichnamiges Album veröffentlichte. Als Gastvokalistin wirkte sie bei Produktionen von Esperanza Spalding, Kenny Barron (The Traveler), Lionel Loueke, Terence Blanchard (Flow) und der Hr-Bigband mit. Ihr Album Flor (2021) erhielt eine Grammy-Nominierung in der Kategorie Bestes Jazz-Gesangsalbum und wurde 2022 mit dem Deutschen Jazzpreis ausgezeichnet. Zu hören war sie auch auf dem Album New Works Reflecting the Moment des SFJazz Collective (2022).

## Diskographische Hinweise
- Gretchen Parlato (2005)
- In a Dream (2009)
- The Lost and Found (2010)
- Live in NYC (2013)
- Flor (2021)